# Amaury Delerue
Amaury Delerue (6 juni 1977) is een Frans voetbalscheidsrechter. Hij is in dienst van FIFA en UEFA sinds 2015.
Op 9 juli 2015 debuteerde Delerue in Europees verband tijdens een wedstrijd tussen Qäbälä PFK en FC Dinamo Tbilisi in de voorronde van de UEFA Europa League. De wedstrijd eindigde op 2–0. Delerue gaf drie gele kaarten en één rode kaart.
Zijn eerste interland floot hij op 8 juni 2018, toen Zwitserland met 2–0 won tegen Japan.

## Interlands
| Datum       | Plaats              | Wedstrijd           | Uitslag | Competitie        | Kreeg geel | Kreeg voor de tweede keer geel en dus rood | Weggestuurd |
| ----------- | ------------------- | ------------------- | ------- | ----------------- | ---------- | ------------------------------------------ | ----------- |
| 8 juni 2018 | Lugano, Zwitserland | Zwitserland – Japan | 2 – 0   | Vriendschappelijk | 3          | 0                                          | 0           |

Laatste aanpassing op 25 september 2018